# Eduard Dlouhy
Eduard Dlouhy (ur. 1909, data śmierci nieznana) – zbrodniarz nazistowski, członek załogi niemieckiego obozu koncentracyjnego Mauthausen-Gusen i SS-Unterscharführer.
Obywatel austriacki. Członek Waffen-SS od 7 września 1939 (nr identyfikacyjny w SS: 299716). Służbę w kompleksie Mauthausen rozpoczął 27 stycznia 1942 w obozie głównym. 14 marca 1942 został przeniesiony do podobozu Brettstein, skąd powrócił do Mauthausen 10 listopada 1942. Od 12 stycznia do 20 maja 1943 Dlouhy pełnił służbę w podobozie Linz. Następnie skierowano go do podobozu Loibl Pass, a 19 lutego 1944 jeszcze raz powrócił do obozu głównego Mauthausen. Wreszcie od 20 sierpnia 1944 do 8 kwietnia 1945 przebywał w podobozie Peggau. Dlouhy sprawował podczas swojej obozowej służby stanowiska wartownika, kierownika komand więźniarskich i dowódcy oddziałów wartowniczych.
W procesie załogi Mauthausen-Gusen (US vs. Eduard Dlouhy i inni) skazany został na 3 lata pozbawienia wolności przez amerykański Trybunał Wojskowy w Dachau. Uznano go za winnego zarzutu maltretowania więźniów w kilku sytuacjach.